# رودی منکوسو
رودولفو منکوسو (به انگلیسی: Rudolfo Mancuso) (زادهٔ ۲۸ فوریه ۱۹۹۲) بازیگر، ستارهٔ اینترنت و موسیقی‌دان آمریکایی است که  بیشتر برای ساخت ویدئو های کمدی با دوستان خود در یوتیوب و قبلا در واین، و صداپیشگی بسیاری از شخصیت های کانال یوتیوب Awkward Puppets شناخته میشود. بسیاری از فیلم‌های منکوسو عمدتاً شامل طرح‌های کمدی موزیکال است. او بیش از ۸ میلیون دنبال‌کننده در یوتیوب دارد.
او برای John Shahidi از Shots Studios کار می‌کند؛ شرکتی که تهیه‌کنندگی محتوای یوتیوب او را نیز بر عهده دارد.
او همچنین یکی از دوستان لی لی پونز است.

## فیلم‌شناسی

### نماهنگ‌ها
| سال  | عنوان             |
| ---- | ----------------- |
| ۲۰۱۷ | "سیاه و سفید"     |
| ۲۰۱۸ | "جادو"            |
| ۲۰۱۸ | "همه چیز خوب است" |
| ۲۰۱۸ | "مادر"            |
| ۲۰۱۸ | "لنتو"            |

### فیلم
| سال  | عنوان             | شخصیت | منبع  |
| ---- | ----------------- | ----- | ----- |
| ۲۰۱۶ | کلیدهای کریسمس    | خودش  | [ ۵ ] |
| ۲۰۱۶ | Petting Scropions | رهبر  | [ ۶ ] |
| ۲۰۱۹ | لبه جهان          |       |       |

the flash 2023

### سریال‌ها
| سال  | عنوان       | شخصیت        | مرجع. |
| ---- | ----------- | ------------ | ----- |
| ۲۰۱۵ | تاریخ مست   | مانوئل بونیا | [ ۷ ] |
| ۲۰۱۶ | پاسگاه مرزی | مکاتبه‌گر     | [ ۸ ] |

### تلویزیون
| سال  | عنوان                         | نقش  | مرجع. |
| ---- | ----------------------------- | ---- | ----- |
| ۲۰۱۷ | جوایز MTV Millennial سال ۲۰۱۷ | مجری | [ ۹ ] |